# 잭 존슨 (음악가)
잭 존슨(Jack Johnson, 1975년 5월 18일 ~ )은 미국의 싱어송라이터이다. 어쿠스틱 기타의 기분 좋은 그루브, 편안한 분위기의 사운드가 특징이다. 서퍼로도 활동하고 있다.